# Nicolas Anelka
Nicolas Sebastien Anelka (Le Chesnay, 14 de março de 1979) é um ex-futebolista francês que atuava como atacante.
Até a década de 2010, era o segundo jogador que mais tinha movimentado dinheiro no futebol, atrás apenas de Zlatan Ibrahimović; a soma de suas transferências havia somado 134 milhões de euros. Sua ida por 20 milhões de euros ao Chelsea o fez ultrapassar os argentinos Hernán Crespo (então quem mais havia movimentado em transferências, com total de 121 milhões de euros), Juan Sebastián Verón (119 milhões) e seu compatriota Zinédine Zidane (115 milhões). Curiosamente, Crespo e Verón também passaram pelo Chelsea em transferências caras pagas pelo bilionário ex-dono do time, o russo Roman Abramovich.

## Carreira

### Paris Saint-Germain e Arsenal
Formado nas categorias de base do Paris Saint-Germain, aos dezessete anos de idade foi contratado pelo Arsenal, sendo mais um dos inúmeros atletas francófonos chamados pelo técnico francês Arsène Wenger. O clube londrino o comprou por 750 mil euros e o vendeu dois anos e meio depois por 35 milhões de euros ao Real Madrid, interessado na jovem promessa que marcara dois gols contra a Inglaterra em pleno Wembley.

### Real Madrid, Liverpool e Manchester City
No Real acabou desapontando, ficando mais conhecido entre os brasileiros por ter feito os dois gols no empate em 2–2 com o Corinthians no Mundial de Clubes da FIFA de 2000. No entanto, mesmo jogando ao lado de grandes jogadores, viveu um momento complicado na Espanha e passou a frequentar o banco de reservas, sendo preterido pelos espanhóis Raúl González e Fernando Morientes. Sem espaço no clube merengue, o atacante acabou retornando ao Paris Saint-Germain por 34,5 milhões de euros. O bom desempenho no PSG (18 gols em 56 jogos) chamou a atenção de clubes ingleses; assim, Anelka foi emprestado ao Liverpool e em seguida foi contratado em definitivo pelo Manchester City, que pagou 19,8 milhões de euros pelo jogador. Apesar de não ter conquistado títulos pelos Citizens, o atacante viveu uma de suas melhores fases e marcou 46 gols em 103 jogos.

### Fenerbahçe, Bolton e Chelsea
No dia 31 de janeiro de 2005, foi anunciado como novo reforço do Fenerbahçe por 7 milhões de libras. O atacante teve boa passagem pelo clube turco, onde conquistou a Süper Lig de 2004–05. No entanto, também ficou pouco tempo no clube; após 19 meses, quis sair e foi vendido por 12 milhões de euros ao Bolton, retornando mais uma vez ao futebol inglês.
Devido às boas atuações nos Wanderers, foi contratado pelo Chelsea no dia 11 de janeiro de 2008, por 20 milhões de euros. O francês assinou por quatro anos com a equipe londrina. Anelka teve uma primeira temporada ruim, muito por conta da forte concorrência no ataque com Didier Drogba e Andriy Shevchenko. Entretanto, o jogador triunfou nos Blues em sua segunda temporada, já sob o comando de Luiz Felipe Scolari e, posteriormente, Guus Hiddink, quando acabou sendo o artilheiro da Premier League. Antes disso, em maio de 2008, acabou ficando marcado por ter desperdiçado o pênalti decisivo na final da Liga dos Campeões da UEFA contra o Manchester United. O Chelsea, que almejava seu primeiro título no mais importante campeonato europeu de clubes, empatou em 1–1 no tempo normal e perdeu por 6–5 na disputa por pênaltis.

### Shanghai Shenhua e Juventus

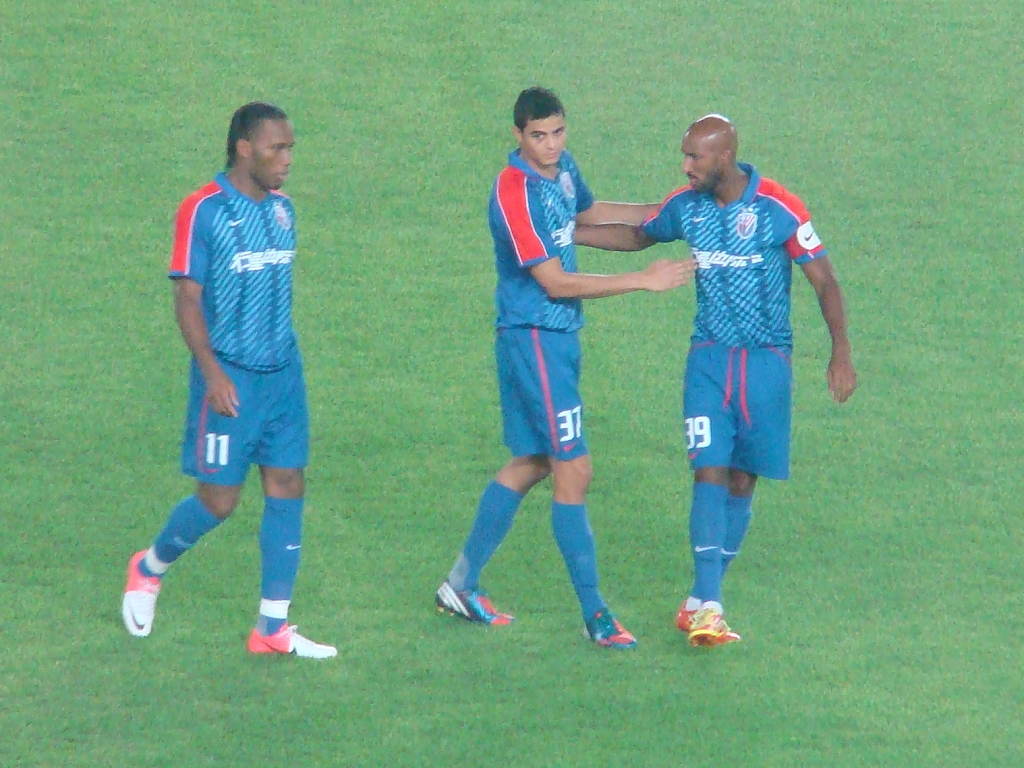
Anelka, Giovanni Moreno e Didier Drogba no Shanghai Shenhua

Em 10 de dezembro de 2011, Anelka assinou por dois anos com o Shanghai Shenhua, da China. Após disputar 24 partidas e marcar apenas três gols, deixou o clube no dia 26 de janeiro de 2013, com aval da FIFA. O atacante acertou seu retorno ao futebol europeu e assinou com a Juventus por seis meses, num curto contrato com opção de renovação por mais um ano. No entanto, mais uma vez o francês pouco atuou; entrou em campo em apenas três partidas e não balançou as redes.

### West Bromwich
Transferiu-se para o West Bromwich no dia 4 de julho de 2013, assinando por um ano. Envolveu-se em polêmica ao comemorar um gol marcado na partida contra o West Ham, ocorrida no dia 28 de dezembro, com um gesto considerado antissemita. A Football Association o puniu com suspensão de cinco partidas e multa. Ainda em decorrência do ocorrido, o atacante francês optou por rescindir seu contrato no dia 14 de março de 2014.

### Polêmica com o Atlético Mineiro
Na manhã do dia 6 de abril de 2014, o presidente do Atlético Mineiro, Alexandre Kalil, anunciou em sua conta no Twitter a contratação de Anelka por parte do clube alvinegro. Entretanto, com a demora em se apresentar ao clube, o negócio foi cancelado pela diretoria do Atlético. Mais tarde, o jogador se manifestou pelas redes sociais, alegando que nunca houve negociação e era uma história inventada pela imprensa; Kalil, então, rebateu as acusações do jogador em sua conta no Twitter. Mais tarde, o presidente do Galo mostrou a documentação do pré-contrato assinado pelo próprio jogador.

### Mumbai City
No dia 15 de setembro de 2014, o Mumbai City anunciou sua contratação para a temporada inaugural da Superliga Indiana. Na temporada seguinte, acumulou a função de jogador-treinador.

## Seleção Nacional

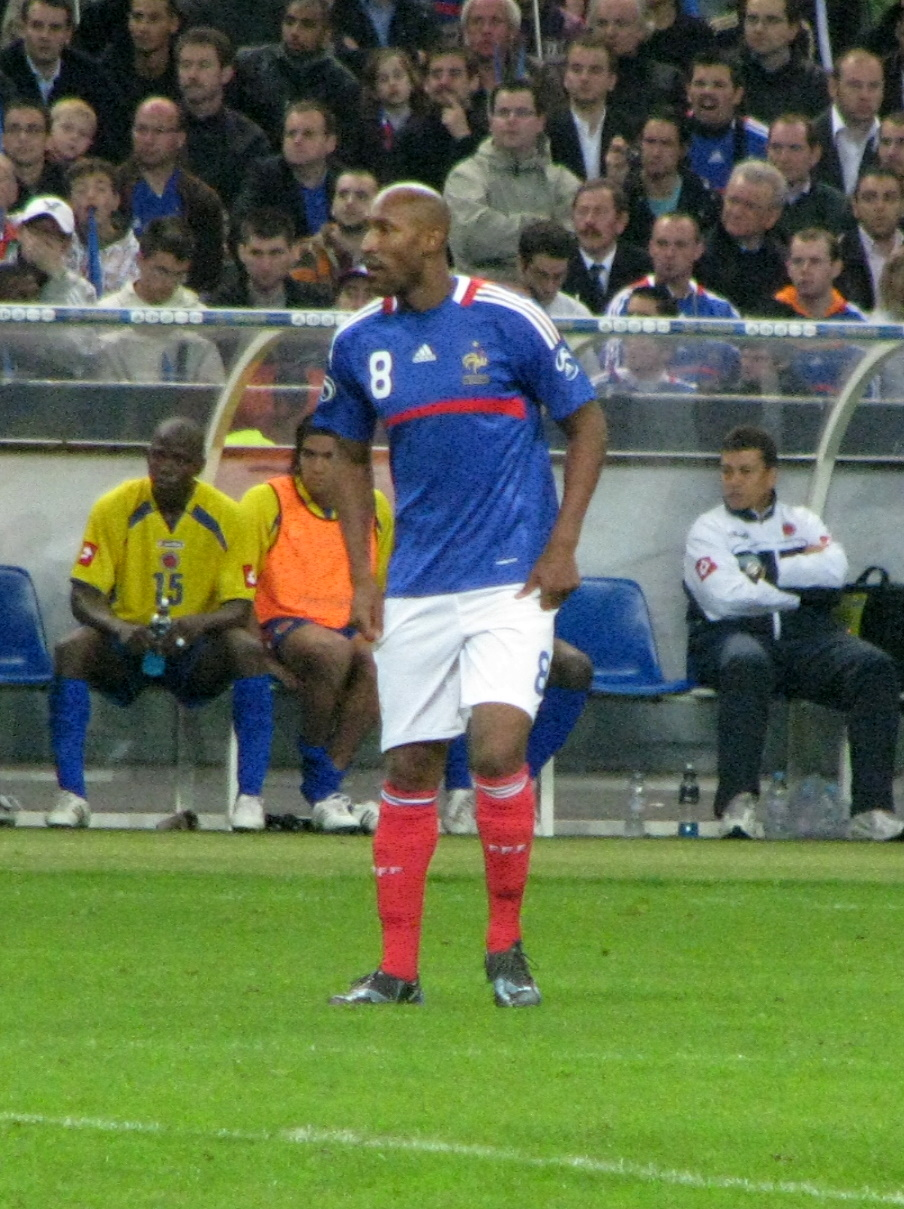
Anelka atuando pela França em 2008

Recebeu sua primeira convocação para a Seleção Francesa em 1998, devido às atuações promissoras que tinha feito no Arsenal. Foi convocado como reserva na Eurocopa 2000 e na Copa das Confederações FIFA de 2001. Suas inconstâncias desde a ida ao Real Madrid, bem como seu temperamento antipático, acabaram custando-lhe mais convocações e presenças em torneios.
Apenas em outra Eurocopa, a de 2008, voltou a disputar uma competição pela França. Desde então, finalmente cavou lugar no selecionado, embalado pela boa temporada 2008–09 que realizou no Chelsea.
Na única Copa do Mundo FIFA que disputou, a de 2010, realizada na África do Sul, o atacante atuou no empate de 0–0 contra o Uruguai e na derrota por 2–0 contra o México. Dois dias após este jogo, segundo noticiado pelo jornal L'Équipe, Anelka foi cortado da delegação francesa por insultos ao treinador Raymond Domenech durante o intervalo da partida.
Por conta da dispensa, o atacante anunciou sua aposentadoria da Seleção no dia 6 de setembro. No total pelos Bleus, Anelka atuou em 69 partidas e marcou 14 gols.
| #   | Data                    | Local                  | Adversário    | Placar | Resultado | Competição                                  |  |
| --- | ----------------------- | ---------------------- | ------------- | ------ | --------- | ------------------------------------------- |  |
| 1.  | 10 de outubro de 1998   | Moscou, Rússia         | Rússia        | 1–0    | 3–2       | Eliminatórias da Euro 2000                  |  |
| 2.  | 10 de fevereiro de 1999 | Londres, Inglaterra    | Inglaterra    | 1–0    | 2–0       | Amistoso                                    |  |
| 3.  | 10 de fevereiro de 1999 | Londres, Inglaterra    | Inglaterra    | 2–0    | 2–0       | Amistoso                                    |  |
| 4.  | 6 de junho de 2000      | Casablanca, Marrocos   | Marrocos      | 4–1    | 5–1       | Amistoso                                    |  |
| 5.  | 16 de agosto de 2000    | Marselha, França       | FIFA XI       | 5–0    | 5–1       | Amistoso                                    |  |
| 6.  | 30 de maio de 2001      | Daegu, Coreia do Sul   | Coreia do Sul | 3–0    | 5–0       | Copa das Confederações FIFA de 2001         |  |
| 7.  | 9 de novembro de 2005   | Fort-de-France, França | Costa Rica    | 1–2    | 3–2       | Amistoso                                    |  |
| 8.  | 11 de outubro de 2006   | Sochaux, França        | Ilhas Faroé   | 3–0    | 5–0       | Eliminatórias da Euro 2008                  |  |
| 9.  | 24 de março de 2007     | Vilna, Lituânia        | Lituânia      | 1–0    | 1–0       | Eliminatórias da Euro 2008                  |  |
| 10. | 2 de junho de 2007      | Saint-Denis, França    | Ucrânia       | 2–0    | 2–0       | Eliminatórias da Euro 2008                  |  |
| 11. | 13 de outubro de 2007   | Tórshavn, Ilhas Faroé  | Ilhas Faroé   | 1–0    | 6–0       | Eliminatórias da Euro 2008                  |  |
| 12. | 11 de setembro de 2008  | Paris, França          | Sérvia        | 2–1    | 2–1       | Eliminatórias da Copa do Mundo FIFA de 2010 |  |
| 13. | 10 de outubro de 2009   | Paris, França          | Ilhas Faroé   | 3–0    | 5–0       | Eliminatórias da Copa do Mundo FIFA de 2010 |  |
| 14. | 14 de novembro de 2009  | Croke Park, Irlanda    | Irlanda       | 1–0    | 1–0       | Eliminatórias da Copa do Mundo FIFA de 2010 |  |

## Vida pessoal
Anelka é convertido ao islamismo, onde adotou o nome Abdelsalam Bilal (عبد السلام بلال, em árabe).

## Títulos
Arsenal
- Premier League: 1997–98
- Copa da Inglaterra: 1997–98
- Supercopa da Inglaterra: 1998

Real Madrid
- Liga dos Campeões da UEFA: 1999–00

Paris Saint-Germain
- Copa Intertoto da UEFA: 2001

Fenerbahçe
- Süper Lig: 2004–05

Chelsea
- Copa da Inglaterra: 2008–09 e 2009–10
- Supercopa da Inglaterra: 2009
- Premier League: 2009–10

Juventus
- Serie A: 2012–13

Seleção Francesa
- Eurocopa: 2000
- Copa das Confederações FIFA: 2001

### Prêmios individuais
- Jogador Jovem do Ano da PFA: 1998–99
- Jogador do Mês da Premier League: fevereiro de 1999 e novembro de 2008
- Artilheiro do Mundial de Clubes da FIFA: 2000 (3 gols)
- Artilheiro da Premier League: 2008–09 (19 gols)
- Artilheiro da Copa da Inglaterra: 2008–09 (4 gols)